# Laituussaari
Laituussaari är en ö i Finland. Den ligger i sjön Ylä-Luotojärvi och i kommunen Nyslott i  landskapet Södra Savolax, i den sydöstra delen av landet, 300 km nordost om huvudstaden Helsingfors. Öns area är 1,9 hektar och dess största längd är 210 meter i öst-västlig riktning.